# 馬沙陽蒂河
27°51′29″N 84°33′33″E / 27.85806°N 84.55917°E

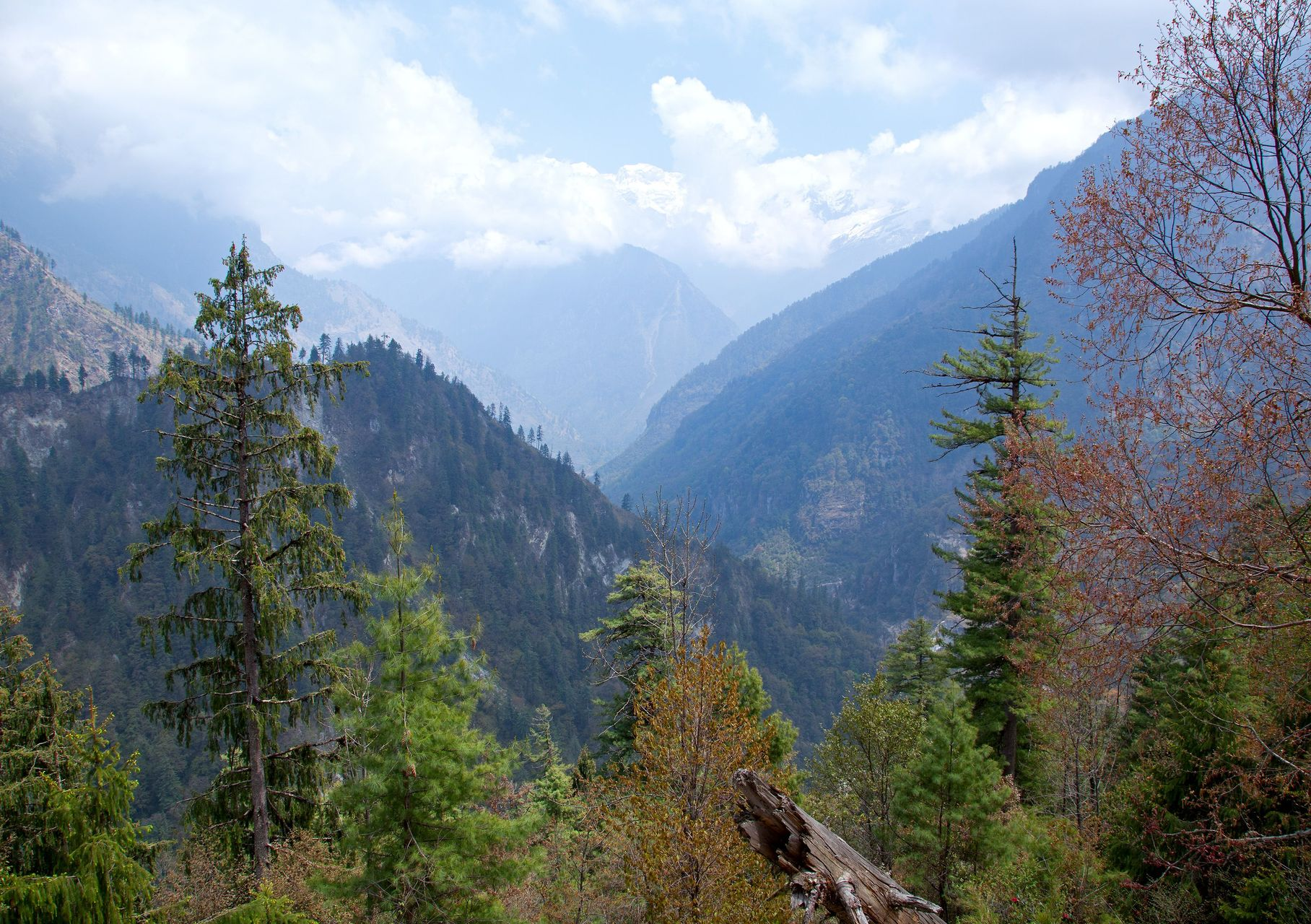
馬沙陽蒂河河谷

馬沙陽蒂河（Marshyangdi）是尼泊爾的一條河流。約長150公里，是特耳蘇里河（Trishuli River）的一條支流。
馬沙陽蒂河始於馬南村附近、海拔3600公尺的安納布爾納峰流下的Khangsar Khola與Jharsang Khola匯流，並往東流經馬南縣，往南流經拉姆瓊縣（Lamjung）。